# Fratellini (famiglia)

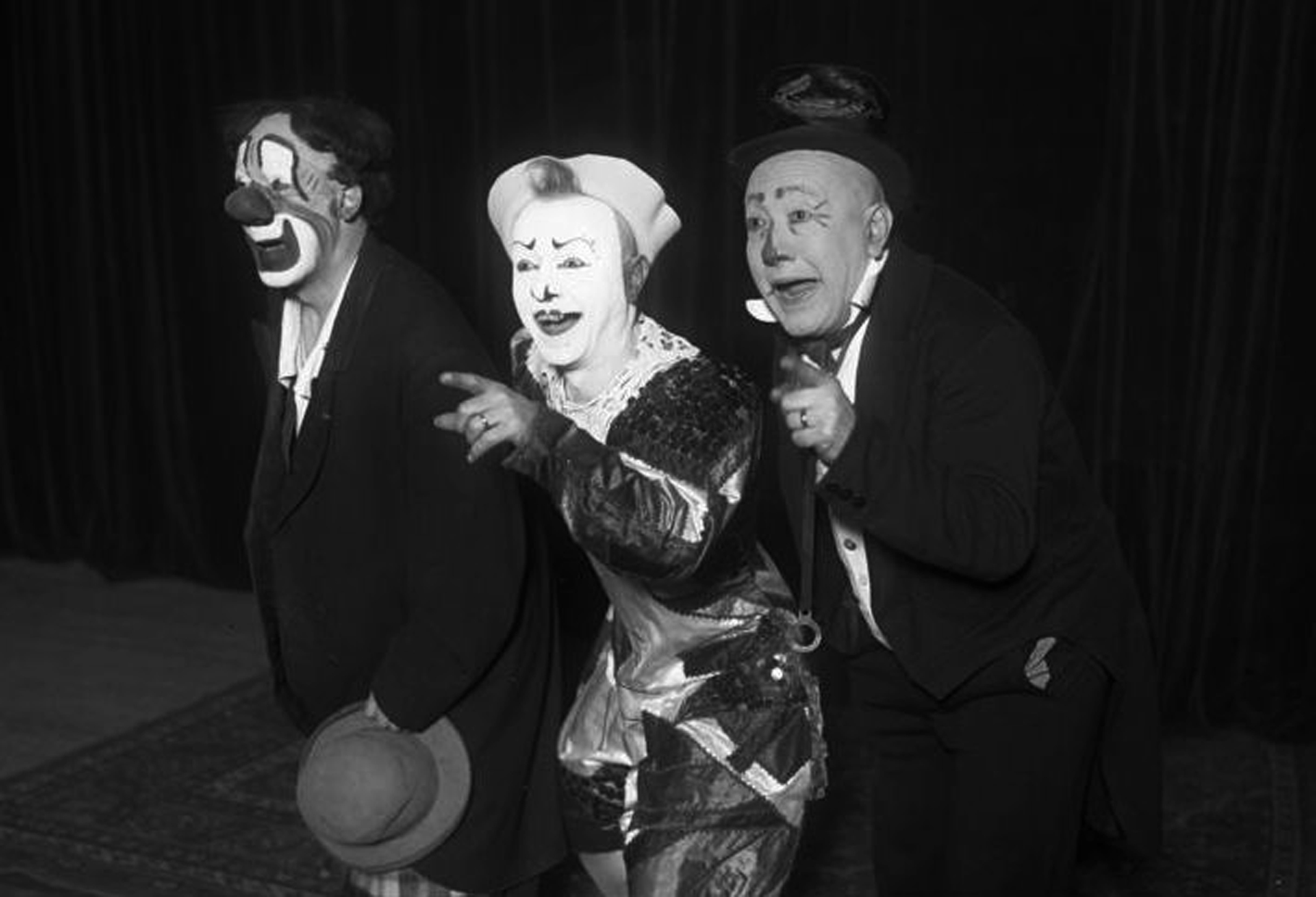
Albert, François, e Paul, in abiti di scena, nel 1932

Fratellini è una famiglia italiana di tradizione circense, che diede origine a varie generazioni di artisti che calcarono con successo le scene europee fin dall'inizio del Novecento fino al primo e al secondo dopoguerra, assurgendo a grande celebrità, soprattutto a partire dall'enorme popolarità riscossa, a partire dal primo dopoguerra, dall'omonimo trio, formato da tre fratelli: Paul, François e Albert.

## Storia

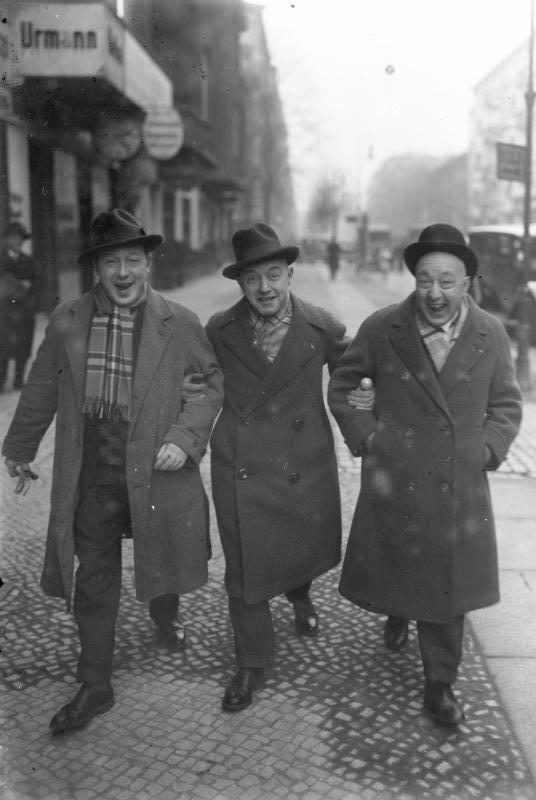
I fratelli Fratellini a Berlino, nel 1927

Il trio Fratellini si costituì dopo la morte del primogenito Louis, avvenuta nel 1909. Calcò le arene circensi in Russia e in tutta Europa. Il loro ingaggio nel Circo Medrano, dopo, la Grande Guerra, sostenuto da un intenso battage pubblicitario alla maniera statunitense, fu foriero di un tale successo da innescare una forte reviviscenza dell'interesse del pubblico per lo spettacolo circense e in particolare per i clown, con un'intensità che non si era vista dai tempi di "Geo" Foottit (George Foottit) e Chocolat (Rafael). Importanti furono le loro esibizioni nel circo tedesco di Paul Busch.
Nel 1920, fu a loro affidata l'esecuzione della prima del balletto Le bœuf sur le toit, op.58, composto l'anno prima da Darius Milhaud (del Gruppo dei Sei), su testo di Jean Cocteau e, in origine, con scene di Raoul Dufy.
Nel 1923, i tre fratelli erano diventati i beniamini dell'intellettualità parigina. Furono lodati dalla stampa e venerati da un seguito di fan adoranti che si sarebbero presentati al circo anche solo per vedere le loro celebri entréé che potevano durare anche 45 minuti. Raymond Radiguet e Jean Cocteau crearono dei personaggi basati sui Fratellinis.
Il successo riscosso dal Trio Fratellini è stato attribuito a vari fattori, ma soprattutto al loro esperienza e al talento, che si esprimeva in una "comicità ottenuta con pochi, semplici espedienti farseschi".

## Componenti della famiglia

### Gustavo Fratellini
Capostipite della tradizione artistica circense fu il trapezista Gustavo Fratellini (Gustave-Henri, nato Enrico Gaspero; Firenze, 1842 – Parigi, 1905), rivoluzionario e patriota italiano, che era stato seguace di Giuseppe Garibaldi e aveva preso parte all'unificazione dell'Italia.

### Trio Fratellini
Gustavo ebbe quattro figli, tutti artisti circensi, il primo dei quali morì prematuramente nel 1909:
- Louis Fratellini (Firenze 1867 - Parigi, 1909), che fu clown ed equilibrista.
- Paul Fratellini (Catania, 1877 – 18 giugno 1940), che interpretava il ruolo dell'"augusto".
- François Fratellini (Parigi, 1879 - 20 giugno 1951), grande cavallerizzo che interpretava la parte del clown triste e poetico.
- Albert Fratellini (Mosca, 1886 – 1961), figura di clown folle e selvaggio, autore, nel 1951, di un libro di memorie familiari, Nous, les Fratellini.

In principio Louis si esibiva insieme a Paul mentre François faceva coppia con Albert. Alla morte prematura del primogenito, i tre superstiti si riunirono a formare quel trio che avrebbe raggiunto grande notorietà.

### Figli d'arte
La tradizione artistica familiare proseguì per più generazioni, con la numerosissima e talentuosa discendenza di figli e nipoti d'arte, prolungandosi anche dopo la seconda guerra mondiale. In seguito al successo ottenuto oltralpe, alcuni membri della famiglia si sarebbero stabiliti definitivamente in Francia.
Alla morte di Paul, avvenuta nel 1940, il trio fu ricostituito con l'inserimento di Charley-William Ilès (Stoccolma, 3 giugno 1876 - Parigi, 28 marzo 1945, italo-francese, imparentato, per parte di madre, con la famiglia circense Ciniselli-Cavagora), poi di Jean Balazy (figlio della cantante d'opera Louise Balazy), infine del clown inglese Gabriel Geretti (in arte Gagà). 
Dopo la morte di François nel 1952, Albert, rimasto solo, ricostituì il Trio con l'innesto di nuove leve familiari, facendo esibire in pista Max (figlio di Louis) insieme a Nino e Louis, figli di Max.
Degni di nota sono anche i quattro figli di François, che diedero vita a un quartetto, i Craddocks, con cui si esibiva in un numero di cascatori comici.
Altro celebre discendente fu Victor, figlio di Paul, che diede luogo alla compagnia clownesca chiamata Trio Victor Fratellini, e Annie Fratellini (Annie Violette Fratellini, 1932 – 1997), figlia di Victor, che fu anch'ella artista circense e clown, ma anche attrice e cantante. Annie, insieme a Pierre Etaix, fondò a Parigi l'École Nationale du Cirque, poi Académie Fratellini.
Annie e Gustavo compaiono nel film documentario I clowns di Federico Fellini. Nello stesso film, in un cameo non risultante dai crediti, fa la sua apparizione anche Gustavo Fratellini, altro discendente della famiglia.

## Genealogia parziale
Giuliano Fratellini (1745 - ?) - sposò Maria Maddalena di Angelo:
1. Annibale Gaspare (1765 - ?) - sposò Anna Vittoria Neri:
  1. Gioacchino (1791 - ?) - sposò il 25 febbraio 1837 Giuseppa Gozzini (1817 - ?):
    1. Henri Gustave - nato Enrico Gaspero - (18 giugno 1842 - 29 dicembre 1902) - sposò nel 1868 Giovanna Pilori (29 gennaio 1842 - 19 febbraio 1917):
      1. Luigi Demetrio Vittorio Louis (6 agosto 1868 - 1 novembre 1909) - sposò Alexandrine Prosperi (19 aprile 1877 - 1966):
        1. Victoria Alice (1895 - 1982)
        2. Gustave (1897 - 1942) - sposò Dolly Price (1897 - 1976):
          1. Mathilde
          2. Gilles:
            1. Alain
            2. John
            3. Sabrina

        3. Maximilien (1898 - 1960) - sposò Eleonora Mallena:
          1. Mafalda
          2. Luigi
          3. Nino

        4. Jeanne (1900 - 1990)
        5. Elena (30 maggio 1901 - 1956) - sposò Luigi Colombo: con discendenza;

      2. Paolo Alfonso Paul Alphonse (4 agosto 1877 - 18 giugno 1940) - sposò nel 1900 Gladys Gould Kenworthy (1882 - 1946):
        1. Victor Paul Henri (11 maggio 1901 - 8 ottobre 1978) - sposò il 16 febbraio 1932 Suzanne Charlotte Gervais (25 aprile 1913 - 8 dicembre 1999):
          1. Anny Violetta :
            1. Valerie

          2. Paul

        2. Regina Margherita Jeanne (16 ottobre 1902 - 6 luglio 1979) - sposò il 18 giugno 1927 Jean Lopez: con discendenza;
        3. Alexandre (1906 - 1907)
        4. Tosca Augusta (1909 - 1977) - sposò René Cabou: con discendenza;
        5. Violetta Laura Maximilienne (2 luglio 1914 - 16 novembre 2002) - sposò nel 1934 Carlo Cairoli (15 febbraio 1910 - 17 febbraio 1980): con discendenza;
        6. Emmanuel Oreste (1917)

      3. François (19 gennaio 1879 - 19 giugno 1951) - sposò il 14 novembre 1905 Ida Jeanne Julie Pérès (29 gennaio 1880 - 26 aprile 1965):
        1. Enrico Kiko (10 novembre 1906 - 31 marzo 1968) - sposò Suzanne Carteau:
          1. Gino
          2. François
          3. Luigi

        2. Albertino Bertho (10 febbraio 1909 - 14 novembre 1940) - sposò Alexandrine Voroniaski (1910 - 1969):
          1. Marie-Jeannette
          2. Alexandre - sposò Jacqueline Elisa Ameye:
            1. Pascal

        3. Paolino Popol (28 gennaio 1913 - 19 marzo 1964) - sposò il 7 gennaio 1937 Gladys Robinson (1910 - ?):
          1. Stella

        4. François (1914 - 1981) - sposò il 5 novembre 1939 Ferdinanda (1922 - ?):
          1. Enrichetta - sposò Stefano Guartieri
          2. Albertino - sposò Carol Tippetts:
            1. Rebecca
            2. Francesco

      4. Valentino Alberto Valentin Albert (27 gennaio 1885 - 25 giugno 1961) - sposò nel 1905 Amalia Amélie di Palma (c. 1886 - ?):
        1. Louise Albertine Marie (18 maggio 1906 - ?)